# Герб Балакирево (Владимирская область)
Герб городского поселения «Город Бала́кирево» Александровского района Владимирской области Российской Федерации.
Герб утверждён Решением № 7 Совета народных депутатов городского поселения поселок Балакирево от 17 февраля 2009 года.
Герб внесён в Государственный геральдический регистр Российской Федерации под регистрационным номером 4806.

## Описание
Геральдическое описание (блазон) гласит:
В червлёном (красном) поле с золотой главой, обременённой пурпурным голубем, летящим влево с воздетыми и распростёртыми крыльями и несущим в клюве малую дубовую ветвь, узкая черта того же металла, отходящая слева от главы и закрученная в бездну по ходу солнцаПоложение о гербе посёлка Балакирево
Герб поселка Балакирево в соответствии со статьей 6 Закона Владимирской области «О гербе Владимирской области» от 20 января 1999 года N 8-ОЗ (с поправками от 6 сентября 1999 года N 44-ОЗ), может воспроизводиться в двух равнозначных версиях:
 — без вольной части;
 — с левой вольной частью — четырёхугольником, примыкающим к верхнему левому углу щита с воспроизведёнными в нем фигурами Владимирской области.
Версия герба с вольной частью применяется после внесения герба Владимирской области в Государственный геральдический регистр Российской Федерации.
Герб посёлка Балакирево в соответствии с «Методическими рекомендациями по разработке и использованию официальных символов муниципальных образований», утверждёнными Геральдическим советом при Президенте Российской Федерации 28.06.2006 (гл. VIII, п. 45), может воспроизводиться со статусной короной установленного образца.

## Обоснование символики
Герб Балакирева языком символов и аллегорий раскрывает историю и современность поселения.
Первое упоминание о сельце (село, не имеющее церкви) Балакирево относится к 1715—1719 гг. В 1720 году здесь была заложена усадьба И. В. Макарова. Родной брат Ивана Васильевича — Алексей Васильевич, тайный секретарь Петра I, часто навещал Балакирево, отдыхая от государственных дел. В советское время в 1949 году на базе Балакиревского лесопункта был организован филиал ЦНИИМЭ — Центрального Научно-Исследовательского Института Механизации и Энергетики лесной промышленности. В 1950-е годы здесь начал работать цех по производству древесностружечных плит, а затем — гнутой мебели. В 1970 году на базе ремонтно-механического завода открыт Балакиревский механический завод, который работает и по настоящее время.
Закрученная в виде спирали нить в гербе поселения — аллегория стружки образующейся при обработке древесины и металла — символизирует все промышленные предприятия Балакирево, которые вносят большой вклад в становление и развитие городского поселения.

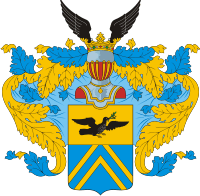
Герб рода Макаровых (1798 год)

Пурпурный голубь с дубовой веткой в клюве — символ связи с прошлым поселения, поскольку композиция (с переменой цветов) заимствована с герба рода Макаровых, потомков Александра Васильевича Макарова.
Красный цвет герба поселения — цвет герба Александровского района, подчеркивает территориальную принадлежность поселения и крепкие связи двух муниципальных образований. Красный цвет — символ труда, жизнеутверждающей силы и красоты, праздника, мужества.
Золото — символ высшей ценности, величия, великодушия, богатства, урожая.
Пурпурный — символизирует власть, славу, почёт, величие, мощь, благородство и древность происхождения.
Зелёный цвет символизирует весну, здоровье, природу, надежду.
Герб разработан при содействии Союза геральдистов России.
Авторская группа: идея герба — Василий Шубин (Балакирево), Константин Моченов (Химки), Владимир Березин (Александров); художник и компьютерный дизайн — Оксана Афанасьева (Москва); обоснование символики — Вячеслав Мишин (Химки).